# Aristida caerulescens
Aristida caerulescens är en gräsart som beskrevs av René Louiche Desfontaines. Aristida caerulescens ingår i släktet Aristida och familjen gräs. Inga underarter finns listade i Catalogue of Life.